# Mai 1900

## Événements

### 1ermai 1900
- Culture et communication
  - architecture - Inauguration, à Paris, de part et d'autre de l’avenue Nicolas-II, dans le cadre de l'Exposition universelle, du Grand Palais de l'art contemporain, réalisé par les architectes Henri Deglane, Albert Louvet et Albert Thomas et du Petit Palais, œuvre de Charles Girault.
  - littérature / presse - Parution du premier numéro des Annales de la Patrie française, revue bimestrielle politique et littéraire. Maurice Barrès, François Coppée, Jules Lemaitre, Marcel Dubois, Félix Jeantet et Louis Dausset, sont membres du comité de rédaction. Dernier numéro  le 15 avril 1901.
  - littérature - Parution du «Rire» d'Henri Bergson.
  - peinture - Mort, à Endenich, de Mihály Munkácsy, peintre hongrois, né à Munkacs, le 20 février 1844. Il se rendit célèbre par son tableau le Dernier jour d'un condamné à mort, exposé au Salon de Paris en 1870.
  - société: lors d'une fête de grands couturiers organisée par la maison Dior, les employées et les clientes reçoivent un brin de muguet, pratique qui se popularisera au fil des années.

### 2 mai 1900
- culture et communication - peinture - Ouverture au Grand Palais, à Paris, d'une exposition d'art français (1800-1900), avec une salle consacrée aux peintres impressionnistes.

### 6 mai 1900
- France, politique : recul des nationalistes aux municipales. Victoire pour Pierre Waldeck-Rousseau qui a réussi à maintenir l’alliance des socialistes, des radicaux et des modérés.
- France - politique - Premier tour des élections municipales. Les Parisiens élisent un conseil municipal à majorité nationaliste mais, dans le reste du pays, la plupart des élus républicains conservent leur siège.
- Algérie - politique - Max Régis, un des dirigeants antijuifs est réélu maire d'Alger (jusqu'en août 1901).
- sport, olympisme : publication du programme et du règlement des Jeux mondiaux athlétiques de Paris, organisés dans le cadre de l'Exposition universelle par l'Union des sociétés françaises des sports athlétiques (USFSA), et qui deviendront, plus tard, les jeux de la IIe Olympiade.
- sport, football: Le Havre devient champion de France de Football Association en battant le Club Français 1 à 0.

### 9 mai 1900
- États-Unis - politique - Scission du parti populiste. Wharton Barker et Ignatius Donnelly sont élus, respectivement, président et vice-président du nouveau parti.

- culture et communication - peinture - Max Liebermann ouvre la deuxième exposition de la Sécession berlinoise.

### 10 mai 1900
- culture et communication - théâtre - La comédienne italienne Eleonora Duse inaugure une tournée à Londres dans Magda (en) de Hermann Sudermann au Lyceum Theatre.

### 12 mai 1900
- Afrique du Sud / Grande-Bretagne - politique - Les Britanniques s'emparent de Kroonstad.

### 13 mai 1900
- France, politique : des incidents éclatent à Paris à l'annonce des résultats définitifs du second tour des élections municipales.

- culture et communication
  - cirque - Ouverture, place Clichy, à Paris, de l'Hippodrome de Montmartre. Le spectacle comprend des exercices de manège, des acrobaties et une pantomime avec 850 personnes et 120 chevaux.
  - musique - Mort, à Munich, de Hermann Levi, chef d'orchestre allemand, né à Giessen, le 7 novembre 1839. Ami de Wagner, de Brahms et de Clara Schumann, il dirigea la création de Parsifal à Bayreuth, le 26 juillet 1882.

### 14 mai 1900
- Russie - politique - À l'occasion de la fête du 1er mai, une grève générale éclate à Kharkov.

- culture et communication
  - philosophie / presse - Début de la publication dans la Dépêche de Lorient des vingt-quatre chroniques d'Alain qui paraîtront jusqu'au 15 novembre.
  - théâtre - Première au Lyceum Theatre, à Londres, de la Gioconda (la Joconde) de Gabriele D'Annunzio, avec Eleonora Duse.

- sport, olympisme : début des Jeux mondiaux athlétiques de Paris (Jeux olympiques) par l'escrime. Ils se termineront le 28 octobre par le rugby. Dispersion des quinze sports du programme : athlétisme à la Croix-Catelan (bois de Boulogne), natation en Seine, escrime aux Tuileries, tennis dans l'île de Puteaux, cyclisme au parc des Princes, gymnastique à Vincennes, équitation avenue de Breteuil.

### 15 mai 1900
- Afrique du Sud / Grande-Bretagne - politique - Les troupes britanniques du général Redvers Buller réoccupent Dundee et Glencoe.

- culture et communication
  - littérature / presse - Parution, en Allemagne, dans la revue Die Insel (l'Île) de Der Kaiser und die Hexe (l'Empereur et la Sorcière) de Hugo von Hofmannsthal. Illustrations de Heinrich Vogeler.
  - opérette - Alfred Jarry fait représenter Léda, une opérette bouffe écrite en collaboration avec Berthe Danville.

### 17 mai 1900
- Afrique du Sud / Grande-Bretagne - politique - Les Boers sont contraints de lever le siège de Mafeking, défendue par Baden-Powell.
- culture et communication - philosophie - Henri Bergson succède à Charles Lévêque au Collège de France à la chaire de philosophie grecque et latine.

### 18 mai 1900
- Italie - politique - À la suite d'une séance tumultueuse, la Chambre est dissoute et des élections sont fixées au mois de juin.

### 19 mai 1900
- Grande-Bretagne - société - Signature, à Londres, d'une convention internationale (Allemagne, Grande-Bretagne, France, Italie, Espagne, Portugal et Congo), pour la protection de la faune africaine en voie d'extinction.

### 20 mai 1900
- Sport - escrime - Aux Jeux mondiaux athlétiques de Paris (Jeux olympiques), le tournoi de fleuret amateurs est remporté par le capitaine Émile Coste, officier d'ordonnance du gouverneur militaire de la place de Lyon, vainqueur en finale de son compatriote Henri Masson (6 à 1).

### 21 mai 1900
Russie - politique - Les cheminots se mettent en grève à Krasnoïarsk pour réclamer des hausses de salaires.

### 22 mai 1900
- France - politique - Ouverture des débats à la Chambre. Les députés invitent le gouvernement à s'opposer énergiquement à la réouverture de l'affaire Dreyfus.

- sport - escrime - Aux Jeux mondiaux athlétiques de Paris (Jeux olympiques), le tournoi de fleuret réservé aux professeurs (maîtres) est remporté par le Français Lucien Merignac qui bat l'Autrichien Alphonse Kirshoffer après barrage.
- L'âge minimal requis pour travailler dans les mines de Grande-Bretagne passe de 12 à 13 ans.

### 24 mai 1900
- Afrique du Sud / Grande-Bretagne - La Grande-Bretagne annexe l'État libre d'Orange du Transvaal.

### 25 mai 1900
- Afrique du Sud / Grande-Bretagne - politique - Les forces britanniques traversent le Vaal qui sépare l'État libre d'Orange du Transvaal.

- Panama - politique - Le Français Philippe Bunau-Varilla, propriétaire de l'ancienne compagnie française du Canal de Panama, crée la nouvelle compagnie américaine du Canal dont les plus importants actionnaires sont le banquier John Pierpont Morgan, Henry Taft (frère de William H. Taft), William Nelson Cromwell et Douglas Robinson (beau-frère du gouverneur de New York Theodore Roosevelt).

- culture et communication - poésie - José Maria de Heredia prononce, au nom de l'Académie française, le discours pour l'inauguration du monument dédié à Maupassant, à Rouen.

### 27 mai 1900
- Belgique - politique - Élections législatives. La domination du parti catholique est entamée par les progrès des libéraux et des socialistes.

- Chine - politique - Après avoir pillé des missions et tué une soixante de chrétiens, les Boxers détruisent des lignes télégraphiques et des voies ferrées.

### 28 mai 1900
- Chine - politique - Les légations étrangères à Pékin décident de se protéger des Boxers.

- France
  - politique - Le général de Galliffet, ministre de la Guerre, démissionne pour raison de santé. Le général André lui succède.
  - politique - Après s'être prononcé contre la réouverture de l'affaire Dreyfus, la Chambre accorde sa confiance au gouvernement Pierre Waldeck-Rousseau par 286 voix contre 236.

- culture et communication - musicologie - Mort, à Londres, de sir George Grove, musicographe anglais, né à Londres, le 13 août 1820. Auteur d'un célèbre Dictionnaire de la musique et des musiciens, il fut organisateur des concerts du Crystal Palace et le premier directeur du Royal College of Music.
- Portugal, astronomie: les habitants de Porto assistent à une éclipse totale du soleil.

### 29 mai 1900
- culture et communication - théâtre - Première au Royalty Theatre, à Londres, de The Fantasticks d'après les Romanesques d'Edmond Rostand, avec Mrs. Patrick Campbell.

### 30 mai 1900
- culture et communication - music-hall - Première à l'Eldorado, à Paris, de Paris-Plaisirs de Charles Quinel et Jules Gidé, avec, en vedette, Dranem, entouré de Gosset, Gaston Dona, Honoré, Maréchal, Mary Hett, Élise Puget et Henriette Leblond.

### 31 mai 1900
- Afrique du Sud / Royaume-Uni - politique - Les forces britanniques occupent Johannesburg et les Boers se replient sur Pretoria.

- Chine - politique - Quatre ingénieurs français et belges sont assassinés par des Boxers dans les environs de Tianjin.

- culture et communication
  - littérature - Paul Valéry épouse la nièce de Berthe Morisot, Jeannie Gobillard. André Gide et Pierre Louÿs sont les témoins du marié. Au cours de la cérémonie, on peut entendre le violoncelliste Pablo Casals.
  - peinture - Gustav Klimt présente au public viennois son tableau intitulé la Philosophie, première des trois œuvres commandées par le ministre de l'Éducation pour orner le plafond du grand hall de l'université de Vienne. Quatre-vingt-sept professeurs indignés signent une pétition pour condamner cette œuvre.
- France, spéléologie: Fin de l'exploration du gouffre de Padirac par Edouard Martel.

## Naissances
- 1er mai : Ignazio Silone, écrivain et homme politique italien († 22 août 1978).
- 12 mai : Adelin Benoit, coureur cycliste belge († 18 juin 1954).
- 20 mai : Ollie Klee, joueur américain de baseball († 9 février 1977).
- 22 mai : Yvonne Vendroux, épouse de Charles de Gaulle († 8 novembre 1979).
- 24 mai : Lionel Conacher, athlète dans plusieurs disciplines († 26 mai 1954)
- 25 mai : Alain Grandbois, poète québécois († 18 mars 1975).

## Décès
- 1er mai : Mihály Munkácsy, peintre hongrois (° 20 février 1844)
- 5 mai : Ivan Aïvazovski, peintre russe d'origine arménienne (° 17 juillet 1817).
- 9 mai : Carl Brosboll, écrivain danois (° 7 août 1816).
- 10 mai : François Binjé, peintre belge (° 10 octobre 1835).
- 23 mai : Władysław Łuszczkiewicz, peintre polonais (° 3 septembre 1828).